# Frontière entre l'Ohio et la Pennsylvanie
La frontière entre la Pennsylvanie et l'Ohio est une frontière intérieure des États-Unis délimitant les territoires de la Pennsylvanie à l'est et l'Ohio à l'ouest
Son tracé d'orientation nord-sud, suit le méridien 80°31'17" de longitude ouest depuis le lac Érié jusqu'à la rivière Ohio.

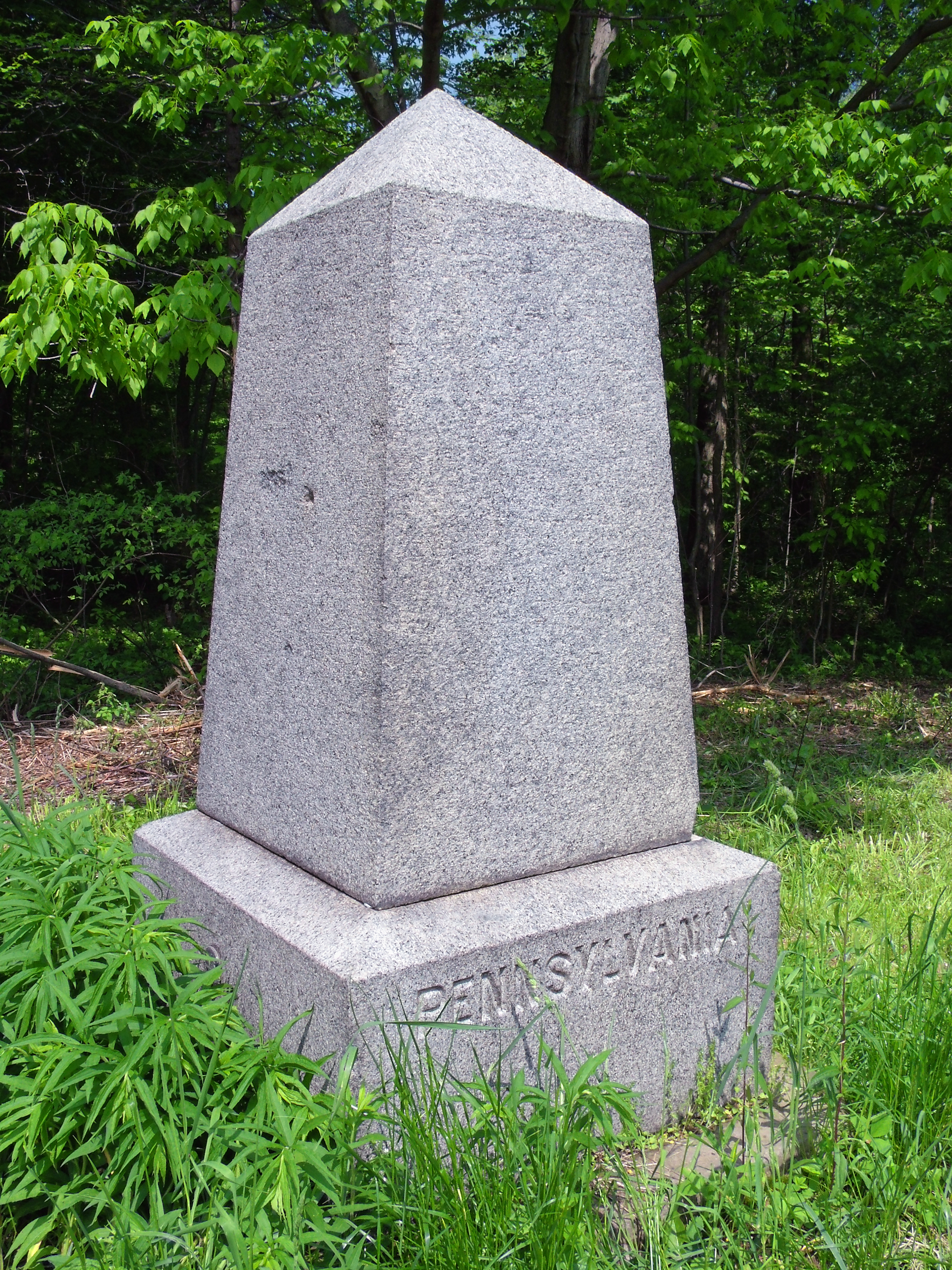
Borne marquant la frontière.